# Grosser Kurfürst (Schiff, 1899)
Der Reichspostdampfer Grosser Kurfürst des Norddeutschen Lloyd (NDL), der 1899 bei Schichau in Danzig von Stapel lief, war das größte für die Reichspostdampferlinien gebaute Schiff. Es handelte sich um eine vergrößerte Ausgabe der Barbarossa-Klasse. Der NDL wollte mit diesem Schiff auf der Linie nach Australien für die Passagiere attraktiver werden.
1917 in den USA beschlagnahmt, wurde das Schiff bis 1932 unter amerikanischer Flagge und mit dem Namen City of Los Angeles eingesetzt.

## Einsatz für den NDL
Die Grosser Kurfürst startete am 5. Mai 1900 ihre Jungfernreise nach New York.
Am 7. November begann ihre erste Fahrt im Reichspostdampferdienst nach Australien. Sie war zu diesem Zeitpunkt das größte nach Australien eingesetzte Passagierschiff und blieb es bis 1913, als der Blue Funnel-Liner Ulysses (14.449 BRT) zum Einsatz kam. Allerdings führte die Grosser Kurfürst in 13 Jahren nur 9 Rundreisen nach Australien durch. Die letzte Rundreise startete am 7. Januar 1912 in Bremerhaven.
Daneben wurde das Schiff auf der Linie nach New York eingesetzt. 1910 ist sie vermutlich auch auf der Mittelmeerlinie Genua – New York zum Einsatz gekommen.
Dazu führte sie etliche Kreuzfahrten durch. So fuhr sie am 8. März 1904 aus New York in den Orient, um unter anderem 800 amerikanischen Sonntagsschullehrern die Teilnahme an einem Konvent in Jerusalem zu ermöglichen.
Vom 27. Juni bis 25. Juli 1908 führte sie eine Polarfahrt durch, die im Juni 1910 und vom 18. Juli bis 16. August 1911 wiederholt wurde. Vom 11. Februar bis zum 24. April 1909 machte die Grosser Kurfürst eine 72-tägige Orientfahrt von New York und am 20. Februar 1913 die erste vierwöchige Westindienkreuzfahrt des NDL ebenfalls aus New York.
Am 9. Oktober 1913 war die Grosser Kurfürst unter Kapitän Spangenberg an einer der größten Rettungsaktionen im Atlantik beteiligt, als sie als eines der ersten Schiffe das im Orkan brennend treibende Auswandererschiff Volturno erreichte und es ihren freiwilligen Bootsbesatzungen gelang, 105 Menschen zu retten.
1914 wurde die Grosser Kurfürst in New York aufgelegt.

Photochromatische Aufnahmen aus der Zeit kurz nach Fertigstellung des Schiffes, ca. 1899/1900
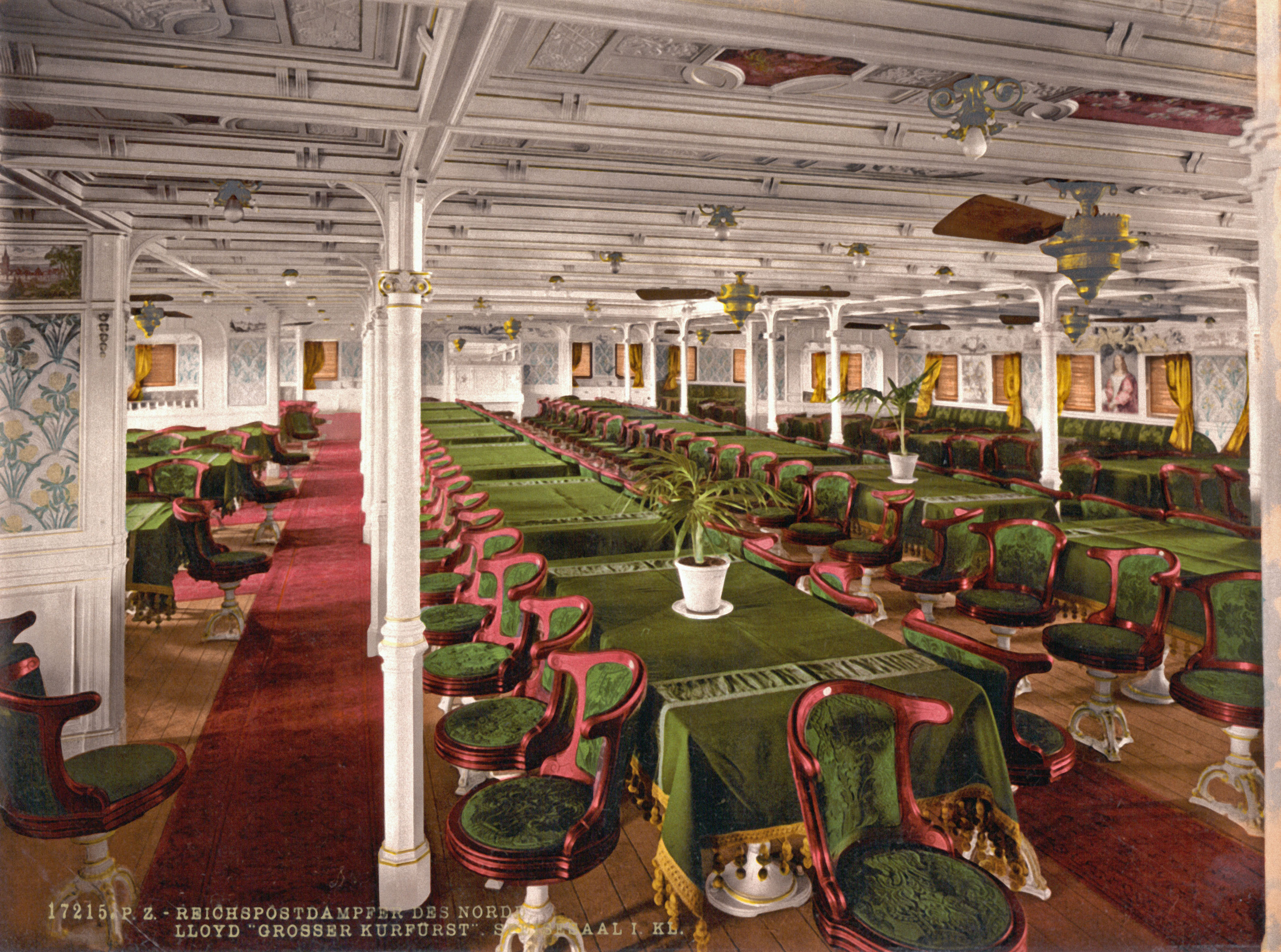
Speisesaal der I. Klasse
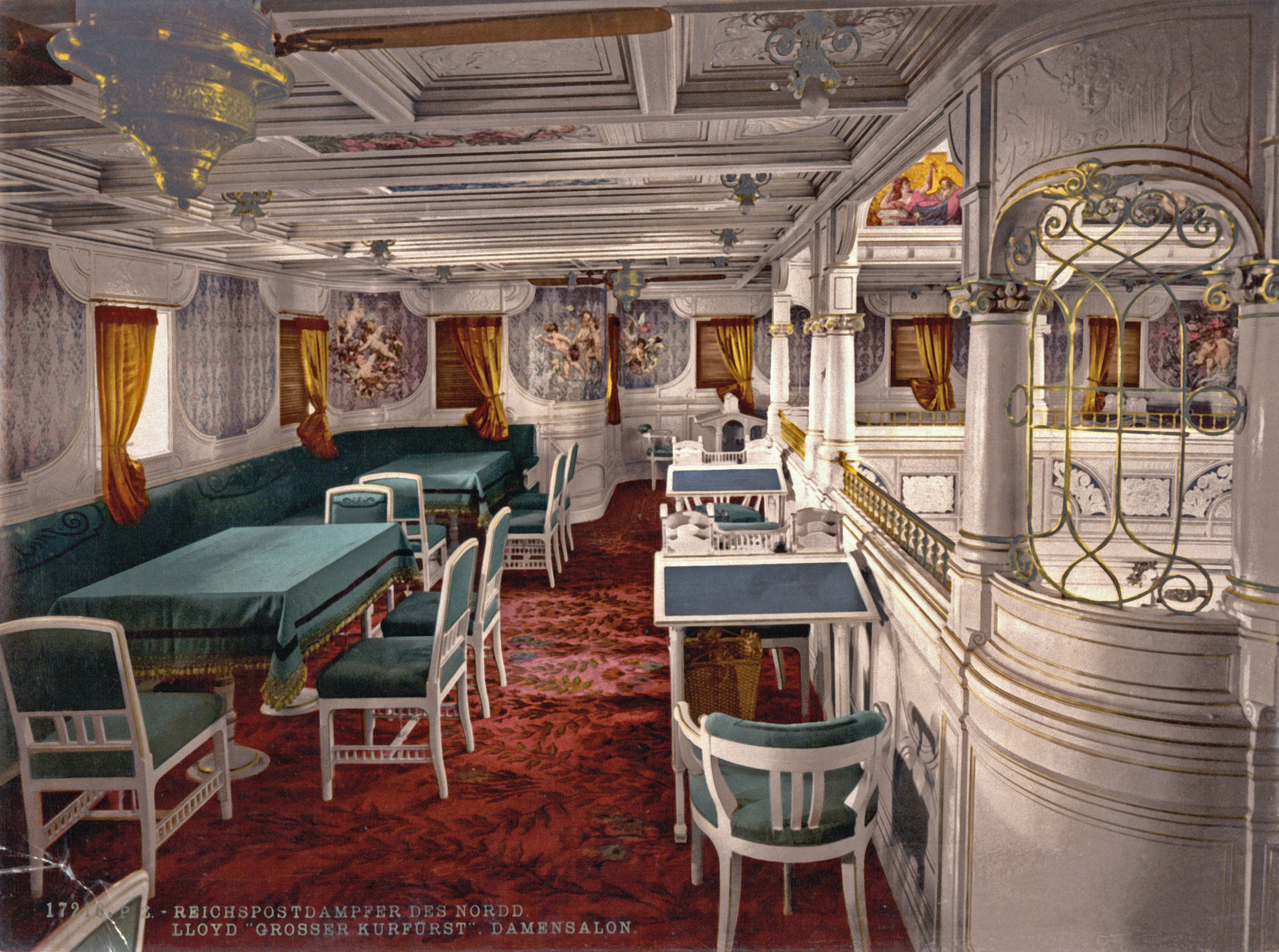
Damensalon
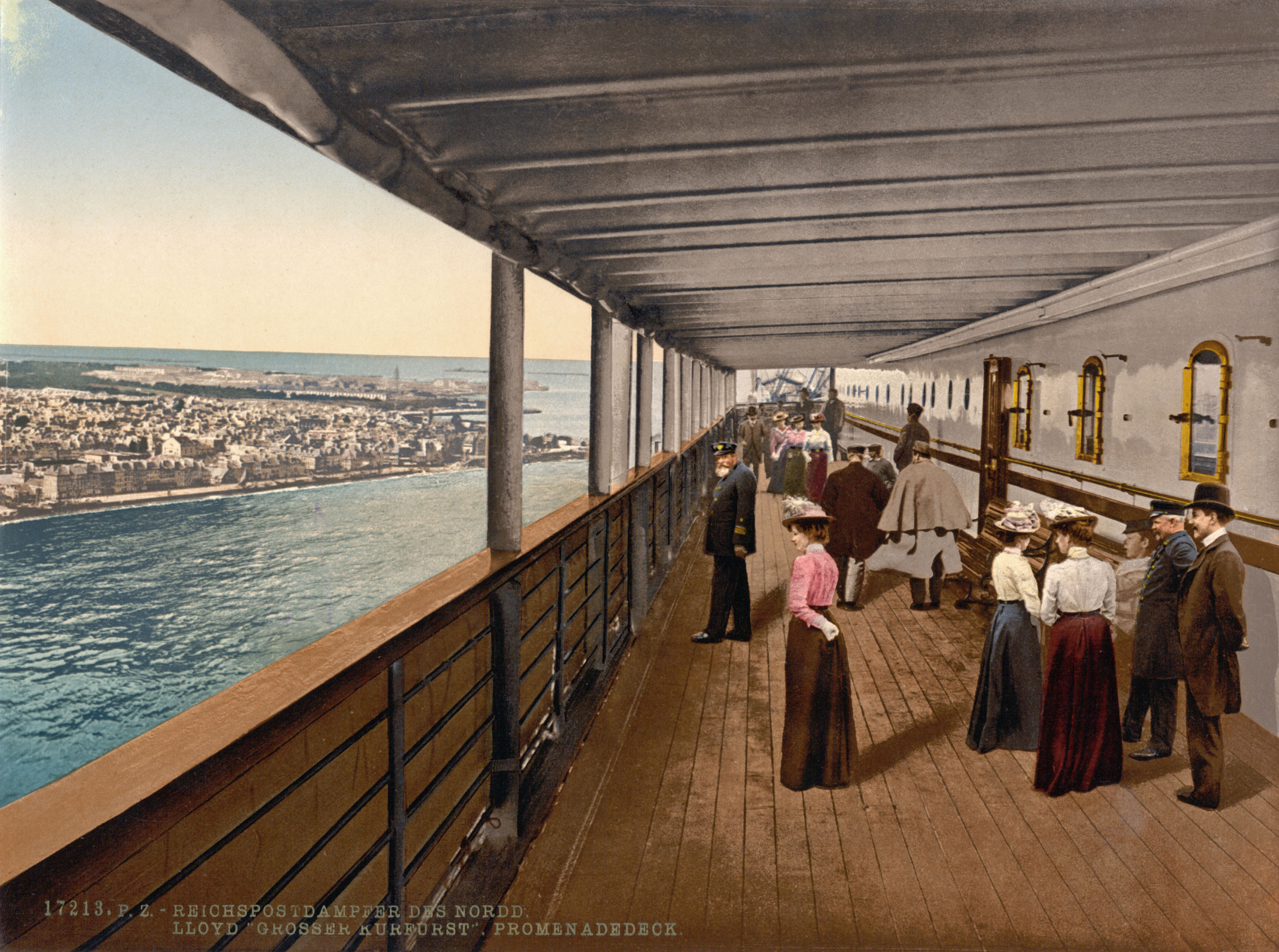
Promenadendeck (unmaßstäbliche Photomontage)
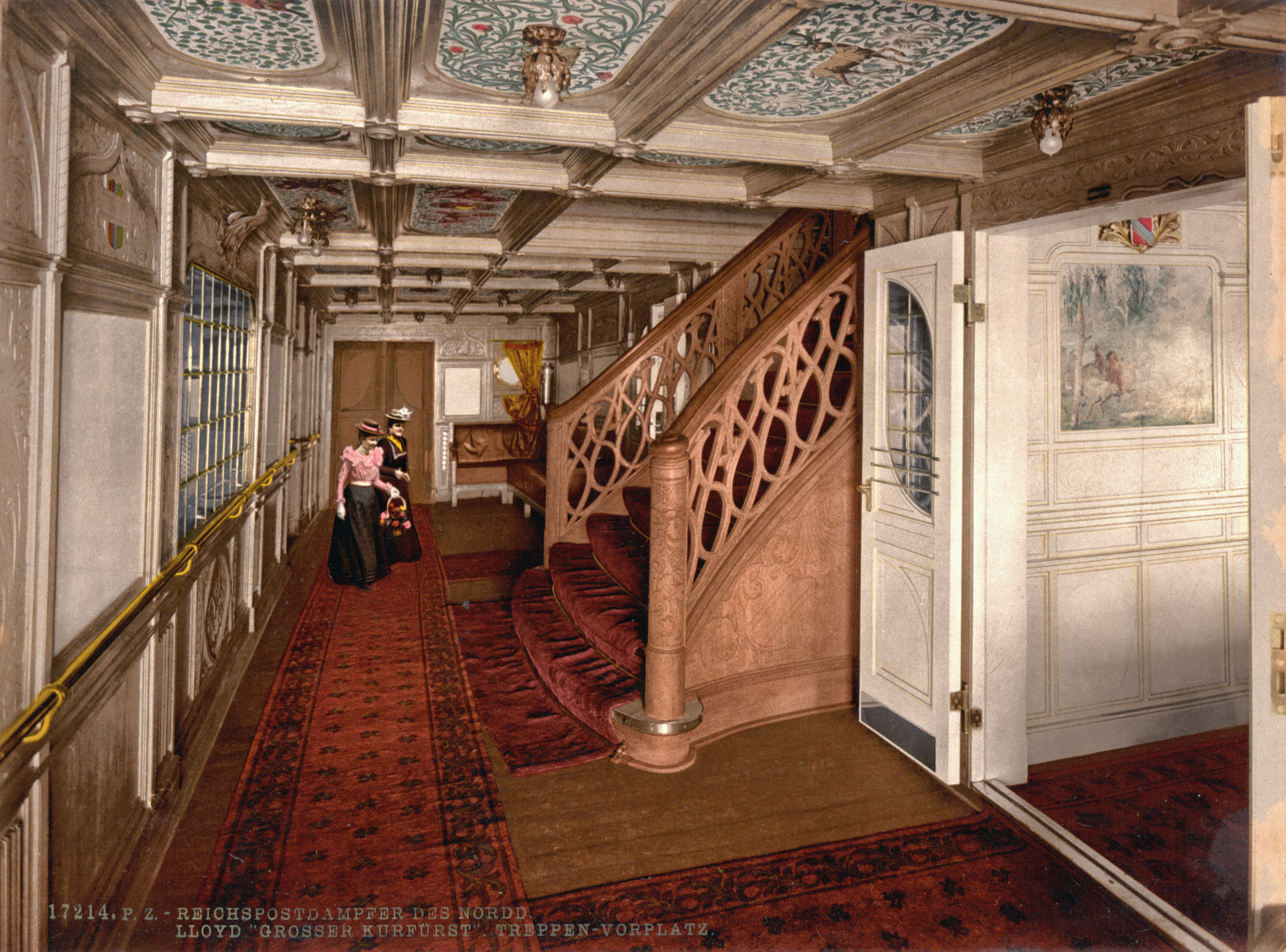
Treppenhaus (unmaßstäbliche Photomontage)

## Kriegs- und Nachkriegsverwendung
Als die USA in den Krieg eintraten, wurde das Schiff beschlagnahmt und von der US Navy (wie die meisten deutschen Schiffe erst unter dem eigenen Namen) als USS Grosser Kurfürst in Dienst gestellt. Noch während der Herrichtung und Reparatur für den Einsatz als Truppentransporter erfolgte die Umbenennung in Aeolus (ID-3005). Sie brachte ab dem 26. November 1917 auf acht Reisen von Hoboken (New Jersey) nach Saint-Nazaire oder Brest 24.770 Soldaten nach Frankreich und nach dem Waffenstillstand in sieben Reisen 27.098 Männer zurück in die USA. Zur letzten Reise verließ Aeolus Brest am 26. August und erreichte New York am 5. September 1919.
Von der US Navy außer Dienst gestellt, wurde sie bis zum 20. November 1920 in Baltimore für 3 Millionen Dollar überholt und von der Munson Line nach Südamerika zu den La-Plata-Häfen in Einsatz gebracht. Ob sie beim Umbau auch Turbinen erhielt, ist ungeklärt.
Im August 1922 wurde sie an die Los Angeles Steamship Company  verkauft und nahm am 11. September 1922 als City of Los Angeles den Dienst von  Los Angeles nach Honolulu auf.
Die Los Angeles Steamship Company kaufte  zwei weitere Halbschwestern. Die ehemalige Friedrich der Große geriet auf ihrer ersten Fahrt als City of Honolulu in Brand und musste am 17. Oktober 1922 versenkt werden. Am 4. Juni 1927 erfolgte die erste Fahrt der ehemaligen Princess Alice als City of Honolulu (II) mit Fracht und Touristen nach Hawaii, wo sie bis Mai 1930 in Dienst blieb.
Im Januar 1931 wurde die City of Los Angeles zum Test eines Postnachtfluges genutzt, indem eine Ford Trimotor von Glendale aus dem Schiff nachflog und einen Sack mit 12.527 Briefen an Deck warf.
Im August 1932 wurde das Schiff in San Diego aufgelegt.
Anfang 1937 wurde die ehemalige Grosser Kurfürst nach Japan zum Abwracken verkauft. Sie kam am 29. April 1937 in Osaka an.